# Deudorix juliae
Deudorix juliae är en fjärilsart som beskrevs av Kardakoff 1928. Deudorix juliae ingår i släktet Deudorix och familjen juvelvingar. Inga underarter finns listade i Catalogue of Life.